# Nymphon andamanense
Nymphon andamanense är en havsspindelart som beskrevs av Calman, W.T. 1923. Nymphon andamanense ingår i släktet Nymphon och familjen Nymphonidae. Inga underarter finns listade i Catalogue of Life.